# Chika Lann
Chika Lann es una cineasta, actriz, ex modelo y personalidad de televisión nigeriana. Debutó en Nollywood como productora de la película The Millions en 2019.

## Carrera profesional
Lann prosiguió sus estudios superiores en Francia y Suiza después de completar su educación primaria en Nigeria. Se graduó de la Universidad de Ginebra y estudió consultoría de imagen en Sterling Style Academy. Después de completar sus estudios, siguió su carrera como modelo en París.
Debutó en la industria cinematográfica como productora de la película The Millions, una de las más costosas en la historia del cine nigeriano.

## Controversias
Ha sido criticada por sus controvertidos comentarios sobre su peinado y propósitos publicitarios. En 2018, mencionó que el costo de su peinado era de 40 millones de nairas. Esto provocó que fuera ampliamente criticada en las redes sociales.